# As One (久保田利伸のアルバム)
『As One』（アズ ワン）は、久保田利伸の8枚目のアルバム。2000年9月27日発売。発売元はSME Records。

## 概要
前作『LA・LA・LA LOVE THANG』から実に3年9ヶ月ぶりのオリジナル・アルバム。

## 収録曲
作詞・作曲・編曲：久保田利伸（特記以外）　編曲：柿崎洋一郎（3,6,8,10,13）
1. Introduction　0:35
2. As One　5:13
3. Bossa Groove　5:29
4. My Heart, Homeless Heart  4:20
5. His Sugar  4:46
  - 作曲：久保田利伸・PHILIP WOO
  - MAX FACTOR「P&G パンテーンPro-V」CFソング
6. Always Remain  4:47
  - 作曲：久保田利伸、フィル・ノーラン、ランディ・カンター
  - テレビ朝日系『はみだし刑事情熱系』主題歌
  - 同年11月1日にリカット。
7. Interlude  0:35
8. 毎度オブリガート  4:54
9. Let's Make One Shadow  6:10
10. the Sound of Carnival  4:44
  - TBSテレビ系ドラマ『独身生活』主題歌
11. Party People In The Planet  4:36
12. Shooting Star  5:23
  - 作詞：吉田美奈子
13. ポリ リズム  5:34
  - フジテレビ系「シドニーオリンピック」イメージソング

## スタッフ
- keyboards & programming  柿崎洋一郎・久保田利伸・PHILIP WOO
- guitar  Jeff Mironov
- bass  Calros Henderson
- b vox  Joi Caldwell,Audrey Wheller
- ミキシング・エンジニア　Bruce Miller,Dave O Donnell
- 撮影　中村和孝